# SSSフッバッリ-プネー・ヴァンデ・バーラト急行
SSSフッバッリ-プネー・ヴァンデ・バーラト急行（英語: SSS Hubballi–Pune Vande Bharat Express）は、インドの急行種別であるヴァンデ・バーラト急行の1つ。フブリとプネーを結ぶ列車で、2024年から営業運転を開始した。

## 概要
2024年9月16日に営業運転が宣言されたヴァンデ・バーラト急行の1つ。フブリのシリー・シッタルーダ・スワミジ・フッバッリ・ジャンクション駅（SSSフッバッリ・ジャンクション駅）とプネーのプネー・ジャンクション駅の間、557 kmを、同区間を結ぶ従来の列車から約3時間速い8時間30分かけて走行する。
使用車両は8両編成で、車両不足を補うためコールハープルとプネーを結ぶSCSMTコールハープル-プネー・ヴァンデ・バーラト急行と編成を共有している。その関係から運行頻度は週3日となっており、プネー方面は水曜日、金曜日、日曜日に、フブリ方面は木曜日、土曜日、月曜日に運行する。